# Навесной монтаж

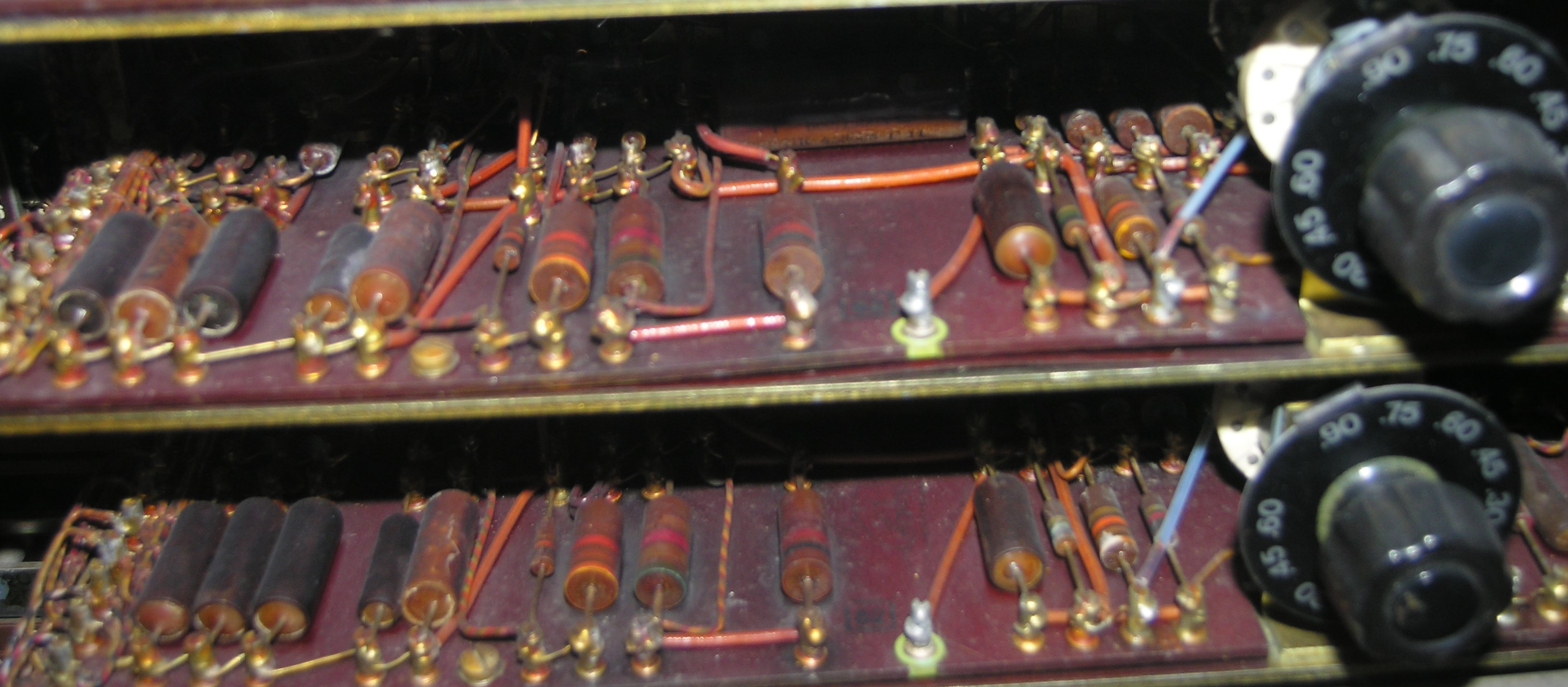
Военный связной радиоприёмник, выполненный навесным монтажом

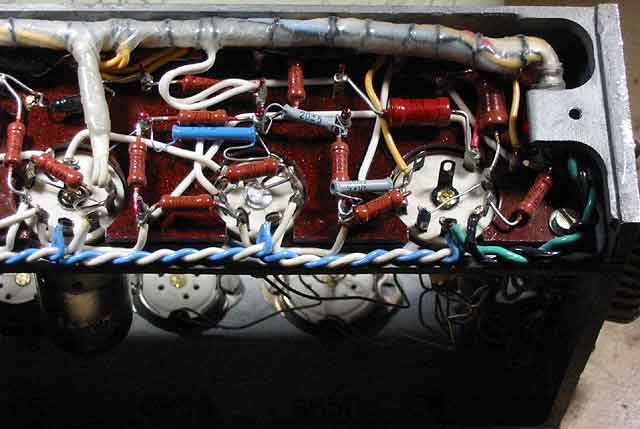
Пример плотного навесного монтажа в электронном блоке промышленной автоматики, 1960-е годы. Применена S-образная формовка выводов компонентов

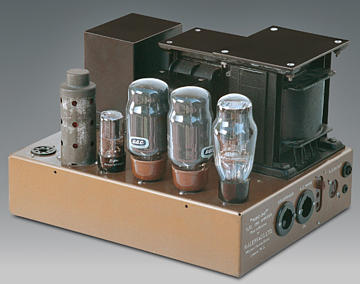
Leak TL12 — типичный пример плотно упакованного лампового шасси послевоенной разработки. Под шасси — навесной монтаж

Навесной монта́ж — способ монтажа электронных схем, при котором расположенные на изолирующем шасси радиоэлементы соединяются друг с другом проводами или непосредственно выводами.
Недостаток навесного монтажа — он плохо поддаётся автоматизации и обычно выполняется монтажниками вручную. В настоящее время в массовом производстве применяется редко и обычно только при монтаже крупногабаритных деталей.

## Промышленные конструкции
Промышленные и любительские ламповые конструкции навесного монтажа используют металлические шасси (соединённые с общим проводом схемы или непосредственно выполняющие роль общего провода). Ламповые и релейные панели, трансформаторы, дроссели и прочие крупногабаритные детали крепятся непосредственно к шасси, мелкие резисторы и конденсаторы — припаиваются к выводам панелей и крупных деталей либо к контактным лепесткам (контактным колодкам), изолированным от шасси. При заводском изготовлении монтажники руководствуются технологическими картами, чтобы не пропустить элемент или перемычку. Надёжность промышленных изделий, выполненных навесным монтажом, в целом ниже, чем у аналогов на печатных платах. Ремонтопригодность — выше, в том числе за счёт меньшей плотности компонентов и простоты доступа к ним.
В массовой электронике навесной монтаж применялся до 50—60-х годов, впоследствии уступив место в подавляющем числе применений печатным платам; за навесным монтажом осталась ниша — коммутация трансформаторов и аналогичных крупногабаритных изделий.
Навесной монтаж остаётся наиболее уместным способом монтажа ламповой техники — как из-за конструктивных особенностей ламповых панелей и крупногабаритных трансформаторов, так и из-за лучшего охлаждения отдельных компонентов, эффективной механической развязки ламп, возможности оптимального выбора сечения соединительных проводников и сокращения общего числа паяных соединений в цепях сигнала. Для лучшей механической развязки ламп соединительные провода (а также выводы резисторов и конденсаторов, припаиваемые непосредственно к ламповым панелям) формуются с S-образными изгибами, избегая прямых, жёстких перемычек.

## Любительская практика
В любительских конструкциях монтаж ведётся на изолированных (диэлектрических) шасси. К шасси крепятся металлические стойки либо пистоны, к стойкам — компоненты схемы, соединяемые непосредственно или перемычками из проводов. Мелкие элементы (например, резисторы) могут припаиваться прямо к выводам крупногабаритных компонентов. Микросхемы при навесном монтаже прикрепляют к плате вверх выводами. Такой стиль монтажа на жаргоне радиолюбителей называется «мёртвый жук» («dead-bug»).
В любительской полупроводниковой практике его применяют и сейчас для создания единичных простых конструкций, когда разрабатывать трассировку печатной платы и изготавливать её невыгодно по соображениям затрат времени. Также «мёртвым жуком» радиолюбители делают высокочастотные схемы, в которых проводники должны быть как можно более короткими. Если в схеме есть крупные детали (потенциометры, тумблеры, большие конденсаторы и т. д.), не поддающиеся печатному монтажу, часть элементов может закрепляться навесным способом на этих деталях, экономя пространство на печатной плате. В разводке печатных плат навес запрещён, однако на макетной плате, если на подходящей дорожке нет места, проще и надёжнее подпаяться к какому-то выводу, чем проводить перемычку на другую дорожку. Стараются паять на перемычку: её невозможно сломать или перегреть.